# Online Computer Library Center
« OCLC » redirige ici. Pour les autres significations, voir OCLC (homonymie).
L'Online Computer Library Center (OCLC), fondé en 1967 sous le nom d'Ohio College Library Center, est une organisation à but non lucratif mondiale au service des bibliothèques dont le but est d'offrir un meilleur accès public aux informations et d’en réduire le coût. 
Plus de 10 000 bibliothèques dans le monde utilisent les services de l'OCLC afin de trouver, de cataloguer ou de conserver leurs ouvrages. Les bureaux de l'organisation sont situés à Dublin dans l'État de l'Ohio aux États-Unis d'Amérique.

## Description
Chercheurs, étudiants, universitaires et bibliothécaires ont recours aux services de l'OCLC pour obtenir des bibliographies, des résumés et des textes entiers.
L'OCLC et les bibliothèques membres produisent et maintiennent à jour le catalogue en ligne de l'OCLC, le WorldCat, lequel est probablement le plus grand OPAC (catalogue de bibliothèque) du monde. WorldCat contient les données relatives à la plupart des bibliothèques publiques et privées du monde. Il est disponible dans nombre de bibliothèques et sur les réseaux informatiques des universités.
La plateforme Open WorldCat met en ligne la base de données des ouvrages détenus par les bibliothèques.
En octobre 2005, les techniciens de l’OCLC technical ont mis sur pied un projet de type wiki pour permettre aux lecteurs et bibliothécaires d'ajouter commentaires, et autres champs d'informations aux enregistrements du WorldCat.

## Autres réalisations
C'est également l'OCLC qui est à l'origine de : 
- QuestionPoint, service de gestion de référence qui facilite l'interaction avec les utilisateurs des bibliothèques (notamment utilisé par le service Sindbad de la BnF ou  BiblioSés@me) ;
- Dublin Core (le nom de « Dublin » fait référence au siège de l'OCLC).

L'OCLC est également chargé du maintien et de la révision de la classification décimale de Dewey et s'est aussi développé à travers différentes fusions et acquisitions : PICA et son SIGB, Useful Utilities l'éditeur d'EZproxy.